# Притыкино (Тверская область)
Приты́кино  — деревня в Кимрском районе Тверской области. Входит в состав Титовского сельского поселения.

## География
Находится в юго-восточной части Тверской области на првом берегу реки Дубна на расстоянии приблизительно 11 км на юго-запад по прямой от станции Савёлово в городе Кимры.

## История
Известна с 1628 года как владение боярина Григория Петровича Годунова. В 1859 году здесь (деревня Калязинского уезда Тверской губернии) было учтено 49 дворов. Изначально находилось на другом месте, переехала перед затоплением русла Волги при строительстве Угличской ГЭС.

## Население
| 2010 |
| ---- |
| 1    |

Численность населения: 310 человек (1859 год), 13 (русские 92 %) в 2002 году, 1 в 2010.

## Известные уроженцы
- Иванов, Пётр Алексеевич (1897—1946) — советский военачальник, генерал-лейтенант.